# Districte de Brageirac

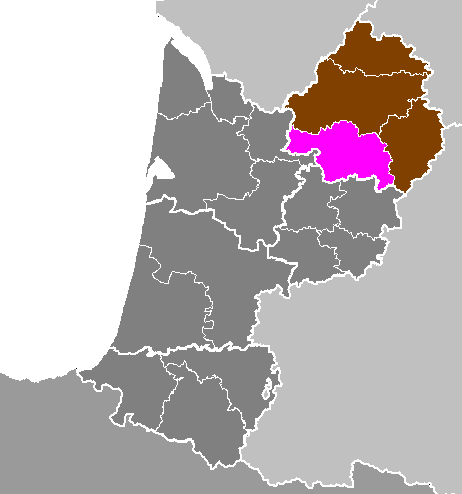
Localització del Districte de Brageirac

El Districte de Brageirac és un dels quatre districtes del departament francès de la Dordonya, a la regió de la Nova Aquitània. Té 14 cantons i 159 municipis. El cap del districte és la sotsprefectura de Brageirac.

## Cantons
- cantó de Bèlmont de Perigòrd ;
- cantó de Brageirac-1 ;
- cantó de Brageirac-2 ;
- cantó d'Aimet ;
- cantó de Sijac ;
- cantó de La Fòrça ;
- cantó de La Linda ;
- cantó de Lo Boisson de Cadonh ;
- cantó de Mont Pasièr ;
- cantó de Senta Alvèra ;
- cantó de Lo Sigolés ;
- cantó de Velinas ;
- cantó de Vila Amblard ;
- cantó de Vilafrancha de Lopchac.